# Tommy Ho
Thomas "Tommy" Ho (Winter Haven, 17 de junho de 1973) é um ex-tenista profissional estadunidense.
Tommy Ho foi campeão de quatro torneios da ATP em duplas, sendo n. 13° no ranking da ATP.